# آکادمی مسیحی لوگانویل
آکادمی مسیحی لوگانویل (انگلیسی: Loganville Christian Academy) (LCA) یک مدرسه خصوصی مسیحی است که در والتون کانتی، جورجیا، ایالات متحده واقع شده‌است.

## تاریخچه
آکادمی مسیحی لگانویل یک مدرسه خصوصی غیررسمی برای دانش آموزان کلاس Pre-K تا کلاس دوازدهم است. این دانشگاه در سال ۱۹۹۸ با ثبت نام ۶۸ دانش آموز تأسیس شد و تا کنون ۵۳۵ دانشجو ثبت نام کرده‌است. این آکادمی برای اولین بار از کلیساهای باپتیست Loganville First Church و Summit Baptist Church خارج شد. در سال ۲۰۰۴، LCA به مکان فعلی خود در جورجیا، خارج از بزرگراه ۸۱، بین لوگانویل و گردو گراو نقل مکان کرد. این مدرسه ۷۵ هکتار (۳۰۰٬۰۰۰ متر مربع) مساحت دارد.
سال ۲۰۰۹ علاوه بر محوطه دانشگاه، یک سالن ورزشی و ۹ کلاس درس اضافی کرد. زمین‌های بیس بال، سافت بال و فوتبال نیز در سال ۲۰۰۹ به آن اضافه شد. در سال ۲۰۱۴ یک فضای بزرگ جلسات و امکانات تمرین وزنه‌برداری را فراهم می‌کند.